# Odontodactylus
Odontodactylus là một chi tôm tít, chi duy nhất trong họ Odontodactylidae. Những loài tôm tít trong chi Odontodactylus không chỉ có thể phát hiện phân cực tròn của ánh sáng, mà còn có thể phát hiện ánh sáng phân cực phản xạ các gai đuôi và chân đuôi.

## Các loài
Chi Odontodactylus có các loài sau:
- Odontodactylus brevirostris (Miers, 1884)
- Odontodactylus cultrifer (White, 1850)
- Odontodactylus hansenii (Pocock, 1893)
- Odontodactylus havanensis (Bigelow, 1893)
- Odontodactylus hawaiiensis Manning, 1967
- Odontodactylus japonicus (de Haan, 1844)
- Odontodactylus latirostris Borradaile, 1907
- Odontodactylus scyllarus (Linnaeus, 1758)